# Bolszyje Kluczi (Tatarstan)
Bolszyje Kluczi (ros. Большие Ключи) – wieś (sieło) w Rosji, w Tatarstanie, w rejonie zielenodolskim. W 2010 liczyła 1726 mieszkańców.